# چوکی پاتیا
چوکی پاتیا (به اسپانیایی: Chuqi Patilla) یک کوه در پرو است. چوکی پاتیا ۵٬۲۰۰ متر بالاتر از سطح دریا واقع شده‌است.